# John Bestall
John Bestall (né le 25 février 1963) est un joueur de hockey sur gazon australien. Il participe aux Jeux olympiques d'été de 1988 et aux Jeux olympiques d'été de 1992. En 1992, il remporte la médaille d'argent de la compétition.

## Palmarès

### Jeux olympiques
- Jeux olympiques de 1992 à Barcelone,  Espagne
  -  Médaille d'argent.